# Villers-sur-Port
Villers-sur-Port är en kommun i departementet Haute-Saône i regionen Bourgogne-Franche-Comté i östra Frankrike. Kommunen ligger i kantonen Port-sur-Saône som tillhör arrondissementet Vesoul. År 2022 hade Villers-sur-Port 199 invånare.

## Befolkningsutveckling
Antalet invånare i kommunen Villers-sur-Port
| Referens: INSEE |